# Richard Ben Cramer
Richard Ben Cramer (* 12. Juni 1950 in Rochester, New York; † 7. Januar 2013 in Baltimore, Maryland) war ein US-amerikanischer Journalist und Autor.

## Leben
Richard Ben Cramer studierte Journalismus an der Johns Hopkins University und der Columbia University. In den 1970er und 1980er Jahren war er für den Philadelphia Inquirer tätig. 1979 gewann er den Pulitzer-Preis für seine Berichte aus dem Nahen Osten. 1981 wurde er international bekannt mit seiner Story über Bobby Sands. 2000 brachte er eine erfolgreiche Biografie von Joe DiMaggio auf den Markt. 2004 gab er die Best American Sports Stories heraus. 1995 war er als Autor an dem Dokumentarfilm Die Schlacht um Citizen Kane beteiligt.
Richard Ben Cramer war zweimal verheiratet, in erster Ehe mit Carolyn White, Herausgeberin der Sonntagsbeilage des Philadelphia Inquirer.